# 3PM
3PM este prima piesă lansată de pe următorul album al formației Fără Zahăr. Aceasta este o parodie la melodia 3 a.m. a lui Eminem și ridiculizează politicieni precum I. Iliescu, A. Năstase, M. Vanghelie, D. Voiculescu, L. Orban sau G. Becali.

## Videoclip
Videoclipul a fost lansat pe data de 18 martie 2010 pe conturile de YouTube ale membrilor fondatori ai formației, Bobo și Bobi. Ca și videoclipul piesei „Lav Stori”, acesta a fost o animație în regia lui Tudor Codreanu.
„Folosind tehnologia grafică a filmului Avatar, noul videoclip Făra Zahăr a primit deja Marele Premiu al festivalului Mărțișor Dorohoian și se anunță ca fiind marele favorit la câstigarea a cinci premii BAFTA, trei premii Grammy, Ursul și Cerbul de Aur, Eurovision Asia și Africa, precum și Mamaia 2010. Comedia unește România. ”—Bobi